# Мйончинські

Герб Шалава.

Мйончи́нські, або Мьончинські, іноді Міончинські (пол. Miączyńscy, Miączyński) — шляхетські роди Речі Посполитої.

## Мйончи́нські гербуСухекомнати
Представлений, зокрема, у Волинському воєводстві. Походить з Мазовії, від Мацея із Мйончина (1434). З 1683 року — графи Священної Римської імперії.

### Представники
- Пйотр-Міхал (1695–1776) — чернігівський воєвода.
- Ігнацій — колекціонер, меценат, підприємець[1]
- Мацей (Матеуш) — граф[2] — власник Бучача[3] зять графа Марцелія Потоцького.[2], молодший син попереднього
- Альфонсина Дідушицька — донька Мацєя (Матеуша) Мйончинського, дружина графа Володимира Дідушицького[4]
- Міхаліна — дружина Юзефа Заборовського гербу Гримала[5]

## Мйончи́нські гербу Темпа Підкова
- Марцін — відомий «легіст».

### невідомий герб
- граф Казімеж — дідич (власник маєтку) села Клубівців наприкінці ХІХ ст.[6]